# Europese kampioenschappen boksen 1989
De Europese kampioenschappen boksen 1989 vonden plaats van 29 mei tot en met 3 juni 1989 in het Peace and Friendship Stadium van Athene, Griekenland. Het door de EABA (European Amateur Boxing Association) georganiseerde toernooi was de 28e editie van de Europese kampioenschappen boksen voor mannen. Er werd door 160 boksers uit 26 landen gestreden in twaalf gewichtscategorieën.

## Medailles
| Gewichtsklasse                | Goud               | Zilver             | Brons                                   |
| ----------------------------- | ------------------ | ------------------ | --------------------------------------- |
| Lichtvlieggewicht (– 48 kg)   | Ivailo Marinov     | Róbert Isaszegi    | Nshan Munchyan Jan Quast                |
| Vlieggewicht (– 51 kg)        | Yuri Arbachakov    | János Váradi       | Krasimir Czolakov Krzysztof Wróblewski  |
| Bantamgewicht (– 54 kg)       | Serafim Todorov    | Timofey Skryabin   | Dieter Berg Robert Ciba                 |
| Vedergewicht (– 57 kg)        | Kirkor Kirkorov    | Marco Rudolph      | Rafał Rudzki Sandro Casamonica          |
| Lichtgewicht (– 60 kg)        | Konstantin Tszyu   | Daniel Dumitrescu  | Giorgio Campanella David Anderson       |
| Halfweltergewicht (– 63,5 kg) | Igor Ruzhnikov     | Dariusz Czernij    | Khristo Furnigov Andreas Otto           |
| Weltergewicht (– 67 kg)       | Siegfried Mehnert  | Borislav Abadzhiev | Mujo Bajrović Lorant Szabo              |
| Halfmiddengewicht (– 71 kg)   | Israel Akopkokhyan | Rudel Obreja       | Enrico Richter Rosen Ibichev            |
| Middengewicht (– 75 kg)       | Henry Maske        | Michal Franek      | Daniel Krumov Andrey Kurnyavka          |
| Halfzwaargewicht (– 81 kg)    | Sven Lange         | Lajos Eros         | Kai Helenius Sergei Kobozev             |
| Zwaargewicht (– 91 kg)        | Arnold Vanderlyde  | Axel Schulz        | Andrzej Gołota Bert Teuchert            |
| Superzwaargewicht (+ 91 kg)   | Ulli Kaden         | Giorgios Tsahakis  | Svilen Rusinov Aleksandr Miroshnichenko |

Bron: EABA

## Medaillespiegel
| Plaats | Land                           | Goud | Zilver | Brons | Totaal |
| 1      | Duitse Democratische Republiek | 4    | 2      | 4     | 10     |
| 2      | Sovjet-Unie                    | 4    | 1      | 4     | 9      |
| 3      | Bulgarije                      | 3    | 1      | 5     | 9      |
| 4      | Nederland                      | 1    | 0      | 0     | 1      |
| 5      | Hongarije                      | 0    | 3      | 1     | 4      |
| 6      | Roemenië                       | 0    | 2      | 0     | 2      |
| 7      | Polen                          | 0    | 1      | 4     | 5      |
| 8      | Tsjecho-Slowakije              | 0    | 1      | 0     | 1      |
| 8      | Griekenland                    | 0    | 1      | 0     | 1      |
| 10     | Italië                         | 0    | 0      | 2     | 2      |
| 11     | Finland                        | 0    | 0      | 1     | 1      |
| 11     | Schotland                      | 0    | 0      | 1     | 1      |
| 11     | Joegoslavië                    | 0    | 0      | 1     | 1      |
| 11     | Bondsrepubliek Duitsland       | 0    | 0      | 1     | 1      |
| Totaal | Totaal                         | 12   | 12     | 24    | 48     |

Bron: EABA